# بحران سوئز
بحران سوئز یا جنگ دوم اعراب و اسرائیل که همچنین در جهان عرب، تهاجم سه جانبه نیز خوانده می‌شود (عربی: أزمة السویس؛ العدوان الثلاثی) یا در اسرائیل، جنگ شبه‌جزیره سینا، به اشغال مصر در اواخر ۱۹۵۶ از یک سو توسط اسرائیل و متعاقباً فرانسه و بریتانیا بود. اهداف آن بازپس‌گیری مجدد کنترل کانال سوئز و برکناری جمال عبدالناصر، رئیس‌جمهور مصر از قدرت بود. پس از آغاز جنگ، آمریکا، شوروی و سازمان ملل متحد، سه کشور اشغالگر را مجبور به عقب‌نشینی کردند. این حادثه بریتانیا و فرانسه را تحقیر و ناصر را تقویت کرد.
در ۲۹ اکتبر، اسرائیل سینای مصر را اشغال کرد. بریتانیا و فرانسه، مهلتی مشترکی به منظور توقف آتش صادر کردند که به آن بی‌توجهی شد. در ۵ نوامبر، فرانسه و بریتانیا در کنار کانال سوئز چترباز پیاده کردند. نیروهای مصری شکست خوردند ولی کانال را در برابر تمام محموله‌ها مسدود کردند. روشن شد که اشغالگری اسرائیل و حملهٔ متعاقب بریتانیایی-فرانسوی از پیش توسط این سه کشور برنامه‌ریزی شده بوده‌است.
این سه متحد به‌شماری از اهداف نظامیشان دست یافته بودند ولی کانال دیگر بی استفاده بود و فشار زیادی از سوی آمریکا و شوروی آنها را مجبور کرد عقب‌نشینی کنند. دوایت آیزنهاور، رئیس‌جمهور آمریکا، قویاً به بریتانیا علیه اشغال هشدار داده بود و حالا دیگر نظام مالی بریتانیا را به ضربهٔ جدی تهدید می‌کرد. همچنین نیکیتا خروشچف، رهبر شوروی، فرانسه و بریتانیا را تهدید به حمله اتمی کرد. مورخین نتیجه گرفتند که این بحران «نشانه‌ای از پایان نقش بریتانیا به عنوان یکی از قدرت‌های اصلی جهان» بود. کانال سوئز از اکتبر ۱۹۵۶ تا مارس ۱۹۵۷ بسته بود. اسرائیل بخشی از اهداف خود نظیر آزادی ناوبری از طریق تنگه تیران را محقق کرد.
سازمان ملل متحد در نتیجهٔ این منازعه، نیروی اضطراری صلح‌بانان را به منظور پاسداری از مرز اسرائیل و مصر ایجاد کرد، آنتونی ایدن، نخست‌وزیر بریتانیا استعفا داد، لستر بولز پیرسون، وزیر امور خارجهٔ کانادا، جایزه صلح نوبل را برد، و شوروی نسبت به اشغال مجارستان جسارت یافت.

## رخدادها
فرانسه و بریتانیا که بزرگترین همکاران در شرکت کانال سوئز بودند، ملی کردن این کانال را عمل جنگ طلبانه می‌دانستند. ناصر می‌دانست که ملی کردن کانال منجر به ایجاد بحران جهانی می‌شود ل‍ذا احتمال دخالت نظامی این دو کشور را ۸۰ درصد برآورد کرد. ناصر همچنین با وجود آن، اعتقاد داشت که بریتانیا تا دو ماه پس از ملی کردن نمی‌تواند حمله کند و مداخله نظامیِ اسرائیل نیز، «غیرممکن» است.
در روزهای آغازین اکتبر، سازمان ملل جلسه‌ای در مورد ملی کردن کانال سوئز تشکیل داد و حق مصر در کنترل کانال را به رسمیت شناخت اما مصر را موظف دانست که مانع تردد کشتی‌های خارجی در کانال نشود. طبق هیکل، پس از این قرارداد «ناصر ارزیابی کرد که مداخله نظامی احتمالش کاهش یافته و به ۱۰ درصد رسیده‌است». اما با وجود آن، پس از مدت کمی، فرانسه و بریتانیا و اسرائیل با هم برای چیرگی بر این کانال، اشغال قسمت‌هایی از مصر و برکناری عبد الناصر، توافق سری منعقد کردند.
در ۲۹ اکتبر ۱۹۵۶، نیروهای اسرائیلی از شبه‌جزیره سینا عبور کردند و به سرعت به سوی اهدافشان پیش رفتند. بعد از دو روز از آن، جنگنده‌های بریتانیا و فرانسه فرودگاه‌های واقع در حوزهٔ کانال را بمباران کردند. ناصر فرماندهان نظامی را به عقب‌نشینی از سینا برای تقویت نظامی کانال دستور داد. علاوه بر آن، ناصر از ارسال بخش زرهی ارتش برای مقابله با متهاجمان اسرائیلی (و بریتانیا و فرانسه که بعداً در شهر بندری پورت‌سعید فرود آمدند) ترس داشت، چنانچه از نابودی آن توسط این کشورها بیم داشت. عامر با ناصر به شدت اختلاف نظر داشت و عامر اصرار می‌کرد که تانک‌های مصری باید با اسرائیلیان وارد نبرد شوند. بین آن‌ها گفتگوهای تندی در روز ۳ نوامبر درگرفت که سرانجام عامر حرف ناصر را پذیرفت. همچنین ناصر دستور داد با غرق یا از کار انداختن ۴۹ کشتی در ورودی، این کانال را مسدود کنند.
با وجود آنکه نیروهای مصری از سینا عقب‌نشینی کردند، حدود ۲‌۰۰۰ سرباز مصر خلال نبرد با اسرائیلی‌ها کشته شدند، اضافه بر آن تقریباً ۵٬۰۰۰ سرباز مصری توسط اسرائیل اسیر شدند. عبدالحکیم عامر و صلاح سالم به ناصر پیشنهاد دادند که آتش‌بس درخواست کند و خودش را نیز به نیروهای انگلیسی تحویل دهد. ناصر این دو نفر را سرزنش کرد و گفت ارتش هیچ‌گاه تسلیم نمی‌شود. ناصر شخصاً فرماندهی ارتش را به عهده گرفت. با وجود راحتی نسبی اشغال سینا، به ابهت ناصر در داخل و جهان عرب کوچک‌ترین ضربه‌ای وارد نشد. برای جبران عمل‌کرد ضعیف ارتش، ناصر اجازه داد حدود ۴۰۰٬۰۰۰ بین داوطلبان مردمی و صدها تن از گروه‌های شبه‌نظامی که در سرتاسر مصر تشکیل شد، پخش شود که بیشتر این گروه‌ها را مخالفان سیاسی ناصر رهبری می‌کردند.
گروهان سه و گروهان صد از بخش سپاه ملی برای تقویت نظامی پورت‌سعید فرستاده شد. ناصر و البغدادی برای تقویت روحیهٔ معنوی داوطلبان به حوزهٔ کانال رفتند. طبق خاطرات البغدادی، ناصر ارتش مصر را «ویران» توصیف کرد. هنگامی که نیروهای چتر باز فرانسه و بریتانیا در پورت‌سعید در ۵–۶ نوامبر فرود آمدند، شبه نظامیان محلی به شدت مقاومت کردند به این حد که منجر به نبرد خیابانی شد. رهبر ارتش مصر خود را برای درخواست شروط آتش‌بس آماده می‌کرد ولی ناصر وی را از این کار منع کرد. نیروهای بریتانیا و فرانسه توانستند که بیشتر قسمت‌های شهر را در ۷ نوامبر تصرف کنند. در نبرد پورت‌سعید ۷۵۰ تا ۱٬۰۰۰ مصری کشته شد.
دولت دوایت آیزنهاور حمله سه‌جانبه را محکوم کرد و از مصوبات سازمان ملل مبنی بر خروج نیروهای متجاوز این سه کشور پشتیبانی کرد. ناصر از آیزنهاور تمجید کرد و اشاره کرد که وی «مهم‌ترین و حساس‌ترین نقش» را در به هم زدن «توطئه سه‌جانبه» بازی کرده‌است. و با فرارسیدن پایان ماه نوامبر، به‌طور کامل فرانسه و بریتانیا از مصر عقب نشستند، اما اسرائیل در مارس ۱۹۵۷ عقب‌نشینی کرد و تمامی اسیران مصر را آزاد کرد. در نتیجه بحران سوئز، ناصر شناسنامهٔ تعداد زیادی از شهروندان یهود (مصری و بیگانه به گونه برابر) را باطل کرد و آن‌ها را بیرون راند یا مجبور به ترک مصر کرد.پس از اتمام جنگ، عامر ناصر را متهم به برانگیختن جنگی غیرضروری کرد و سپس نیروهای مسلح را برای نتیجهٔ جنگ م‍ذمت کرد. روز ۸ آوریل، دوباره کانال باز شد، جایگاه سیاسی ناصر نیز تقویت شد چون تلاش مداخله نظامی بیگانه و برکناری وی ناکام ماند. دیپلمات بریتانیایی آنتونی نوتنگ باور دارد که بحران سوئز «موضوعی بود که در نهایت ناصر را به شکل کامل» رئیس‌جمهور مصر کرد.